# Liste des cavités naturelles les plus longues d'Ille-et-Vilaine

Département d'Ille-et-Vilaine.

La liste des cavités naturelles les plus longues du département d'Ille-et-Vilaine recense sous la forme d'un tableau, les cavités souterraines naturelles connues, dont le développement est supérieur à cinq mètres.
La communauté spéléologique considère qu'une cavité souterraine naturelle n'existe vraiment qu'à partir du moment où elle est « inventée » c'est-à-dire découverte (ou redécouverte), inventoriée, topographiée et publiée. Bien sûr, la réalité physique d'une cavité naturelle est la plupart du temps bien antérieure à sa découverte par l'homme ; cependant tant qu'elle n'est pas explorée, mesurée et révélée, la cavité naturelle n'appartient pas au domaine de la connaissance partagée.
La liste spéléométrique des plus longues cavités naturelles d'Ille-et-Vilaine (> 5 m) est  actualisée fin 2018.
La plus longue cavité répertoriée dans le département d'Ille-et-Vilaine est la goule ès Fées, ou goule aux Fées, à Dinard (cf. ligne 1 du tableau ci-dessous).

## Répartition géographique
| \| Rennes Fougères Redon Saint-Malo \| Répartition géographique des cavités naturelles d’Ille-et-Vilaine. |
| Rennes Fougères Redon Saint-Malo                                                                          |

## Ille-et-Vilaine (France)

### Cavités de développement supérieur à5m
6 cavités sont recensées au 31-12-2018.
| Réf. | Cavités (autres noms)  | Communes      | Massifs ou zones géographiques | Coordonnées (WGS 84)        | Développement (en mètres) | Dénivelée (en mètres) | Sources ou références     | Mises à jour |
| ---- | ---------------------- | ------------- | ------------------------------ | --------------------------- | ------------------------- | --------------------- | ------------------------- | ------------ |
| 1    | Goule ès Fées          | Dinard        |                                | 48° 38′ 25″ N, 2° 04′ 34″ O | +0 00049, m               | +0000, m              | Page Wikipedia            | 2000-00      |
| 2    | Grotte des Hirondelles | Saint-Lunaire | Pointe du Décollé              | 48° 38′ 27″ N, 2° 07′ 00″ O | +0 00024, m               | +0005, m              | Page Wikipedia            | 2000-00      |
| 3    | Grotte des Sirènes     | Saint-Lunaire | Pointe du Décollé              | 48° 38′ 41″ N, 2° 06′ 46″ O | +0 00021, m               | +0000, m              | Page Wikipedia            | 2000-00      |
| 4    | Goule au Loup          | Saint-Malo    |                                | 48° 37′ 37″ N, 2° 00′ 49″ O | +0 00013, m               | +0000, m              | Page Wikipedia            | 2000-00      |
| 5    | Trou du Chat           | Saint-Lunaire | Pointe du Décollé              |                             | +00 0007, m               | +0000, m              | Spéléométrie de la France | 2000-00      |
| 6    | Trou ès J'tins         | Saint-Suliac  |                                |                             | +00 0007, m               | +0000, m              | Spéléométrie de la France | 2000-00      |